# Virginia Cáceres
Virginia Cáceres Batalla (Rivera, 30 de mayo de 1983) es una abogada, política y funcionaria uruguaya. 
Desde el 28 de noviembre de 2023 a febrero de 2025, se convirtió en la primera mujer Presidente de ANEP (Administración Nacional de Educación Pública), luego de que el cargo fuera ocupado por el abogado y político Robert Silva.
Fue candidata del Partido Colorado a la Intendencia de Montevideo en las elecciones departamentales de 2025.

## Biografía
Estudió en Rivera, luego fue al Liceo N° 32 en Montevideo y luego sus últimos años de Liceo IAVA, es abogada por la Facultad de Derecho de la Universidad de la República y diplomada en Género y Políticas de Igualdad por Facultad Latinoamericana de Ciencias Sociales (Flacso).
Como funcionaria trabajó en la Corte Electoral, en la Oficina Nacional de Servicio Civil y a partir de septiembre de 2019 fue designada Secretaria General de ANEP.
Cáceres pertenece al Partido Colorado. Es miembro de la Red de Abogadas Feministas formada en 2020 y colaboró con la organización Mujeres de Negro hasta marzo de 2021.
El 28 de noviembre de 2023 se convirtió en la primera mujer en ocupar el cargo de Presidente de ANEP (Administración Nacional de Educación Pública). El nombramiento de Cáceres como presidente de ANEP fue cuestionado.
En febrero de 2025, Cáceres renuncia a su cargo en la ANEP, para ser la considerada en las elecciones departamentales de ese año.